# Isabelle Bodenseh
Isabelle Bodenseh (* 22. November 1969) ist eine deutsch-französische Flötistin, die im Bereich der Weltmusik und des Jazz tätig ist.

## Leben und Wirken
Bodenseh, die in einer Musikerfamilie aufwuchs, entschied sich bereits mit vier Jahren für Unterricht auf der Blockflöte, um dann Klavier und Querflöte zu lernen. Mit ihrem Vater entdeckte sie für sich zudem früh die musikalische Improvisation. Zwischen 1987 und 1989 gehörte sie zum Landesjugendorchester Rheinland-Pfalz. Während eines 1971 abgebrochenen Orchestermusik-Studiums an der Hochschule für Musik und Darstellende Kunst Frankfurt am Main war sie bereits als Musikerin u. a. in der Gruppe Chantal mit Konzerten, Fernseh- und Studioproduktionen tätig. Nach Anregungen durch Karl Berger und Michael Sagmeister sowie 1995/96 bei James Newton in Los Angeles absolvierte sie 1997 ihr Studium in Musikpädagogik, um dann 1997/98 mit einem Stipendium des DAAD auf Kuba afrokubanische Musik zu studieren. 
Bodenseh spielte u. a. bei den Formationen La Serena, Sonaché, Partyzone, Saitensprünge, Os Patetas oder The Wonderfrolleins, im Duo mit Tomasz Trzciński, mit Richie Beirach und seit 2017 mit Lorenzo Petrocca im Duo Jazz à la flute. Mit Jazz à la flute entstanden zwei Alben in der Duo- bzw. in der Quartettbesetzung, in der sie ebenfalls tourte. Seit 2022 gehört sie zu dem Sextett Mothers in Jazz um Izabella Effenberg. Außerdem wirkte sie als Studiomusikerin bei vielen Produktionen mit, darunter auch bei Playalongs für Schott Music und artist ahead.
Seit dem Jahr 2000 hat Bodenseh einen Lehrauftrag für Improvisation, Arrangement und Bandleitung an der Frankfurter Musikhochschule. An der Hochschule für Musik Mainz unterrichtete sie von 2008 bis 2010 Jazzquerflöte und Ensembleleitung.

## Diskographische Hinweise
- Os Patetas: Maculelê - Afro Brasilian Dance Music (Fidula Fon 2001)
- Jazz à la flute: The Good Life (Invivo Records 2017)
- Jazz à la flute: Mrs Bo’s Cookbook (HGBSblue Records 2018, mit Lorenzo Petrocca, Thomas Bauser, Lars Binder)
- Isabelle Bodenseh, Lorenzo Petrocca: Essenza (GLM 2020)
- Flowing Mind (GLM 2023, mit Thomas Bauser, Lars Binder sowie Lorenzo Petrocca, Ruth Sarrazin, Hilde Singer-Biedermann)